# Clodorico Moreira
Clodorico Moreira (Irineópolis, 5 de julho de 1915 — Florianópolis, 5 de junho de 1975) foi um médico e político brasileiro.
Filho de Flaviano Moreira e de Olinda Carneiro Pinheiro. Casou com Anita Moreira.
Foi prefeito municipal de Indaial de 1945 a 1946.
Foi deputado à Assembleia Legislativa de Santa Catarina na 2ª legislatura (1951 — 1955) e na 3ª legislatura (1955 — 1959), eleito pela União Democrática Nacional (UDN).